# Місце на кладовищі
«Місце на кладовищі» («Roseanna's Grave») — романтична комедія 1997 року, знята режисером Полом Вейлендом, з Жаном Рено у головній ролі.

## Сюжет
Головний герой — Марчелло (Жан Рено) постійно хвилюється за здоров'я жителів свого містечка, доглядає за хворими, здає кров. Але робить це він не тільки з доброти душевної. Річ у тім, що у його дружини Розанни (Мерседес Рул) слабке серце, а поховати вона себе заповіла поруч із їхньою донькою — тільки на старому кладовищі. Але там залишилося тільки 3 місця. Кладовище можна розширити. Але ось заковика — власник сусіднього з кладовищем пустиря Фредо Лакопоне (Тревор Пікок) ніяк не хоче піти на зустріч городянам. То як же роздобути це місце: попросити в дар церкві, купити, або…

## У ролях
- Жан Рено — Марчелло
- Мерседес Рул — Розанна
- Поллі Вокер — Сесілія
- Марк Франкель — Антоніо
- Луїджі Діберті — Капестро
- Роберто Делла Каса — Россі
- Джованні Паллавічіно — Енцо
- Хорхе Крімер — Сальваторе
- Романо Гіні — Умберто
- Джузеппе Чедерна — отець Брамілла
- Данієле Ферретті — Нунціо
- Тревор Пікок — Джейкоб
- Джордж Россі — сержант Баджо
- Пауль Мюллер — Павоне
- Лючія Гуццарді — Джіанна
- Лідія Біонді — місіс Апрі
- Анна Мадзотті — Клаудія
- Фей Ріплі — Франческа
- Джузеппе Папаліа — Діно
- Луїс К. Гарсія — Паскуаль
- Лучана Де Фалько — Джі-Джі
- Ренато Скарпа — лікар
- Маріо Донатоне — літній охоронець
- Пітер Ганн — поліцейський
- П'єтро Бонтемпо — поліцейський
- Альфредо Вареллі — власник взуттєвого магазину
- Джізелла Метьюз — сестра
- Франка Одоарді — пацієнт
- Джулія Гайн — секретар
- Стефанія Стелла — повія
- Франческо Габріеле — суддя
- Зіта Перцель — жінка в суді

## Знімальна група
- Режисер — Пол Вейленд
- Сценарист — Сол Тертлтауб
- Оператор — Генрі Брем
- Композитор — Тревор Джонс
- Художник — Род Маклін
- Продюсери — Майлз Доннеллі, Марк Ордескі, Елісон Мері Оуен, Даріо Полоні, Кріс Томпсон, Пол Тріджбітс, Рут Вітале, Джонатан Вейсгал